# SDAX

Logotipo de SDAX.

El SDAX es un índice bursátil compuesto de 50 pequeñas y medianas empresas de Alemania. Estas empresas están situadas por debajo de las acciones del MDAX en términos de valor en libros y capitalización. Estás son entonces las empresas situadas entre la 81.ª - 130.ª mayores empresas de Alemania por capitalización pública.
El índice está basado en precios generados por el sistema electrónico de negocio bursátil Xetra.

## Compañías
Las siguientes 50 empresas forman parte del índice tras la revisión trimestral efectiva el 19 de septiembre de 2011. El índice no fue modificado tras la revisión trimestral de diciembre de 2011.
- Air Berlin
- Alstria office REIT
- Amadeus Fire
- Balda
- Bauer
- Bertrandt
- Biotest
- C.A.T. Oil
- Centrotec Sustainable
- CeWe Color
- comdirect bank
- Constantin Medien
- CTS Eventim
- Delticom
- Deutsche Beteiligungs
- DIC Asset
- Gesco
- GfK
- Grammer
- Grenkeleasing
- H&R WASAG
- Hamborner
- Hawesko Holding
- Heidelberger Druckmaschinen
- Highlight Communications
- Hornbach Holding
- Indus Holding
- IVG Immobilien
- Jungheinrich
- Koenig & Bauer
- KWS Saat
- MLP
- MVV Energie
- Norma Group
- Patrizia Immobilien
- Praktiker
- Prime Office
- SAF-Holland
- Schaltbau
- Schuler
- SKW Stahl-Metallurgie Holding
- Sixt
- Ströer Out-of-Home Media
- TAG Immobilien
- TAKKT
- Tipp24
- Tom Tailor
- VTG
- Wacker Neuson
- Zooplus